# Italienska Tripolitanien
Italienska Tripolitanien  var en italiensk  besittning i det som senare kom att bli Libyen, mellan 1927 och 1934. Det ingick i Italienska Nordafrikaterritorierna som man erövrat från Osmanska riket 1911. Italienska Tripolitanien täckte nordvästra delen av det som senare blev Libyen, med Tripoli som viktigaste stad.

## Historik

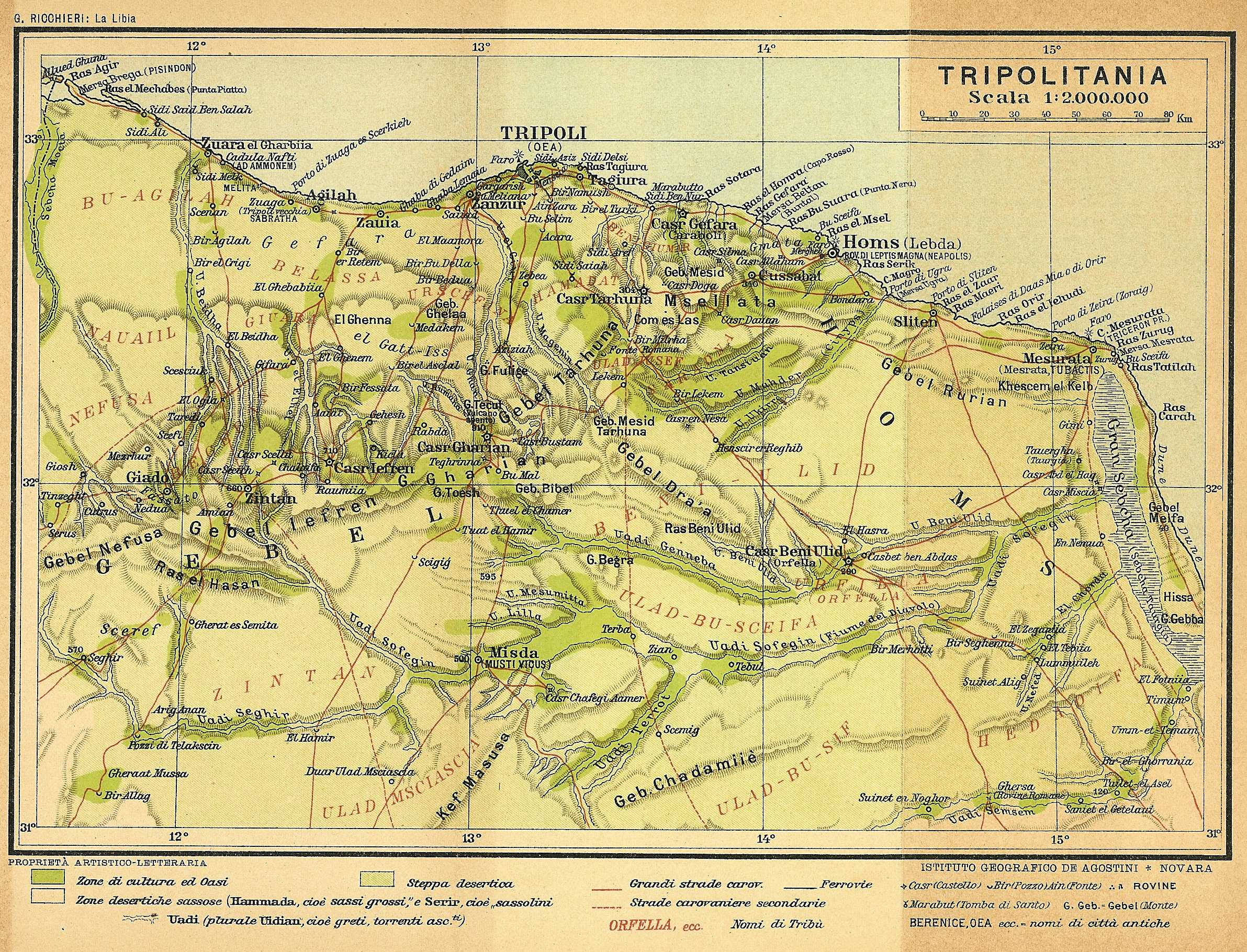
Karta från 1913 över Italienska Tripolitanien (jordbruksområden i grönt)

Italienska Tripolitanien, och Italienska Cyrenaica, blev 1927 fristående enheter inom Italienska Nordafrika. 1934 kom Italienska Tripolitanien och Italienska Cyrenaica att ingå i Italienska Libyen.
Ett stort antal italienska bosättare flyttade till Tripolitanien under 1930-talets slut. De flyttade främst till Sahel al-Jefaraområdet, i Tripolitanien, och huvudstaden Tripoli. 1939 bodde nästan 60 000 italienare i Tripolitanien, och de flesta bodde i Tripoli (vars befolkning var nästan 40% italiensk). Som en konsekvens, stora ekonomiska förbättringar skedde runt hela Tripolitaniens kust. Till exempel startade man biltävlingen Tripolis Grand Prix.
I december 1934 erhöll inhemska Libyaner (av Benito Mussolini senare kallad "Muslimska italienare")., individuell frihet, rätt till okränkbart ägande av hem och egendom, rätten att utföra militär eller civil yrkesutövning, och rätten att fritt göra karriär eller ta anställning. 

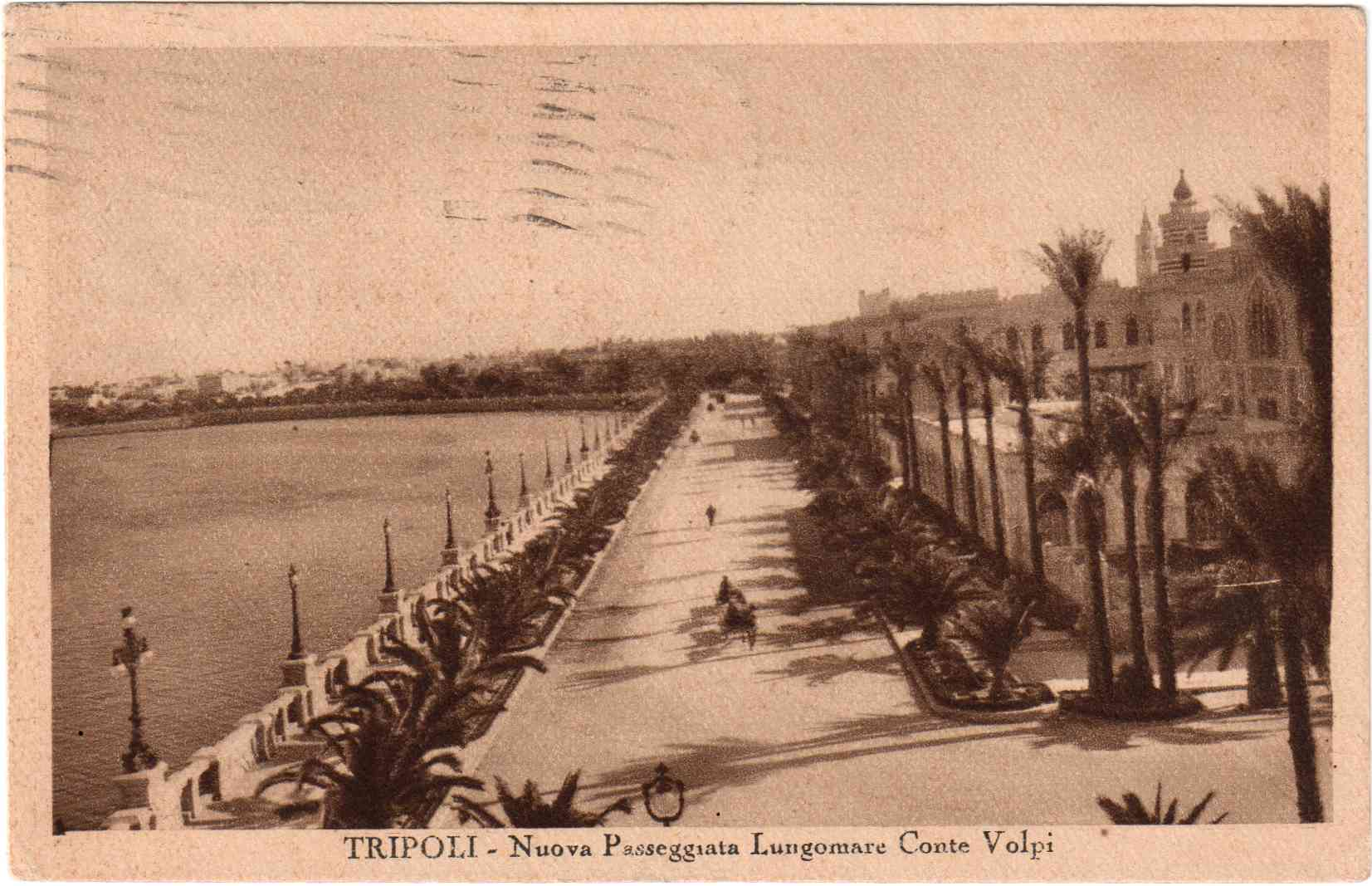
Vykort från Tripoli 1934

År 1937 delades norra Tripolitanien upp i Tripoliprovinsen och Misrataprovinsen. 
Tripoliprovinsen (den viktigaste i hela Italienska Libyen) delades in i:
- Tripoli
- Zawiya
- Sugh el Giumaa
- Nalut
- Gharyan

Från 1939 administrerades Tripolitanien som en del av Italien, och ingick i Stor-Italien, men 1943 invaderades området av de allierade. 
Italien försökte, utan framgång, att behålla Tripolitanien efter andra världskriget, men i freden 1947 miste Italien sina besittningar.

## Infrastruktur
Italienarna byggde upp mycket infrastruktur, som kustvägen mellan Tripoli och Benghazi, järnvägarna Benghazi-Barce och Tripoli-Tagiura. Annan viktig infrastruktur var Tripolis hamn och byggandet av flygplats. 
Under 1930-talet byggdes byar för italienare och libyer längsmed Tripolitaniens kust.

### Fotnoter
1. ↑  Images of old Tripoli
2. ↑  Video of Tripoli Grand Prix
3. ↑  Sarti. The Ax within p 190
4. ↑  Chapter Libya-Tripolitania (italienska)